# Отилия фон Катценелнбоген
Отилия фон Катценелнбоген (на немски: Ottilie von Katzenelnbogen; * вер. 1451, замък Щаркенбург при Дармщат, † 15 август 1517, Баден-Баден) е графиня от Катценелнбоген и чрез женитба маркграфиня на Баден.

## Живот
Отилия е единственото дете на Филип II фон Катценелнбоген Млади (1427 – 1453) и неговата съпруга Отилия фон Насау-Диленбург (1437 – 1493), дъщеря на граф Хайнрих II фон Насау-Диленбург. Тя е внучка по бащина линия на граф Филип I фон Катценелнбоген „Стари“ (1402 – 1479) и Анна фон Вюртемберг (1408 – 1471).
Още дете, през 1456 г. Отилия е сгодена от дядо ѝ за Филип от рода на Вителсбахите, племенник на Фридрих I, курфюрста на Пфалц. След единадесет години, през 1467 г., нейният годеник отказва по лични причини да се ожени за нея. Архиепископът на Трир Йохан II фон Баден тогава я сгодява за своя племенник, маркграф Христоф I фон Баден (1453 – 1527). Договорът за женитба е подписан на 20 юни 1468 г. Бракът е сключен следващата година на 30 януари 1469 г. в Кобленц в рамките на двойна сватба. Сестрата на Кристоф Кимбурга се омъжва същия ден за граф Енгелберт II фон Насау-Диленбург. Зестрата на Отилия са замъкът Щадек и 80 000 гулдена.
Бракът на Отилия е щастлив. Между 1470 и 1493 г. тя ражда 15 деца, от които 13 порастват.
Маркграфиня Отилия умира на 15 август 1517 г. в Баден-Баден и е погребана в тамошната манастирска църква.

## Деца
- Отилия (* 1470; † 1490), абатиса на Пфорцхайм
- Якоб (* 1471; † 1511), архиепископ на Трир
- Мария (* 1473; † 1519), абатиса на манастир Лихтентал
- Бернхард (* 1474; † 1536), маркграф на Баден
- Карл (* 1476; † 1510), домхер в Страсбург и Трир
- Кристоф (* 1477; † 1508), домхер в Страсбург и Кьолн
- Филип I (* 1478; † 1533), маркграф на Баден
- Рудолф (* 1481; † 1532), домхер в Майнц, Кьолн, Страсбург и Аугсбург
- Ернст (* 1482; † 1553), маркграф на Баден
- Волфганг (* 1484; † 1522)
- Сибила (* 1485; † 1518), ∞ 1505 граф Филип III фон Ханау-Лихтенберг (* 1482; † 1538)
- Розина (* 1487; † 1554), ∞ I. 1503 граф Франц Волфганг фон Хоенцолерн (* 1483/84; † 1517), ∞ II. Йохан фон Ов цу Вахендорф († 1571)
- Йохан († 1490)
- Беатрикс (* 1492; † 1535), ∞ 1508 пфалцграф Йохан II фон Зимерн (* 1492; † 1557)
- Георг (* 1493; † 1493)